# نهر ستانتون الجليدي
 نهر ستانتون الجليدي  هو نهر جليدي في غابة فلاتهيد الوطنية في ولاية مونتانا الأمريكية. يقع النهر الجليدي في دائرة على المنحدر الشمالي الشرقي لجبل جريت نورثرن (8705 قدمًا (2653 مترًا)). نهر ستانتون الجليدي هو أحد العديد من الأنهار الجليدية التي تم اختيارها للمراقبة من قبل برنامج أبحاث مراقبة الأنهار الجليدية التابع للمسح الجيولوجي الأمريكي، والذي يبحث في التغيرات في التوازن الكتلي للأنهار الجليدية في حديقة جلاسير الوطنية وما حولها (الولايات المتحدة). يقع نهر ستانتون الجليدي على بعد ميل واحد (1.6 كم) شمال غرب نهر غرانت الجليدي.  